# Хинете

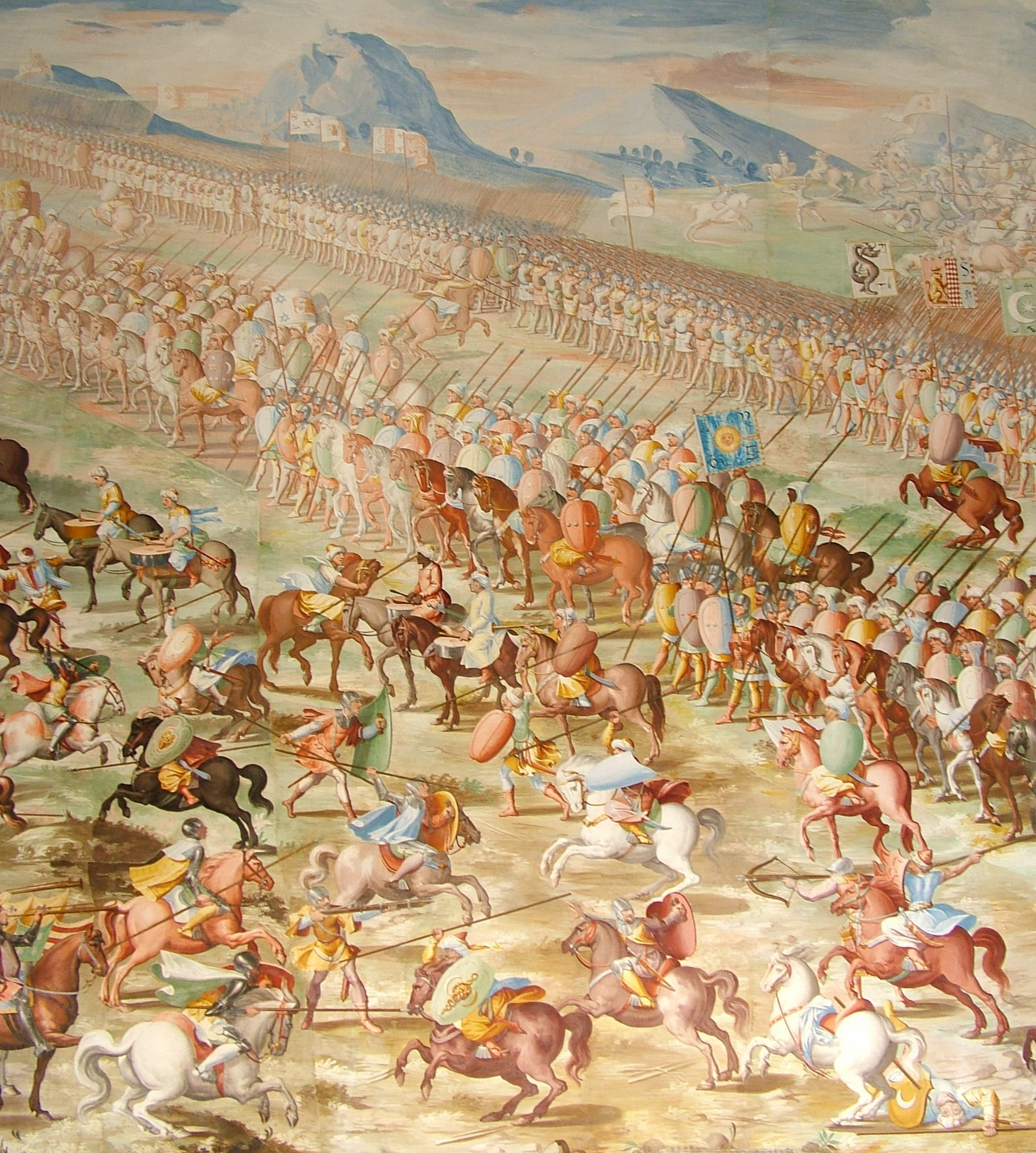
Хинеты в битве у Игеруэлы (1431). Фреска итальянских мастеров в Галерее битв, Эскориал.

Хине́те, хине́ты (исп. jinete, порт. ginete, букв. «конюх») — обобщённое название всадников, лёгкой кавалерии, а также всего, что связано с верховой ездой в иберо-романских и латиноамериканских странах. Искусство хинете испытало на себе сильное влияние арабских традиций коневодства в период существования мусульманской Испании (Аль-Андалус), когда на Иберийский полуостров проникли кочевые и полукочевые племена арабов и берберов. Этимологически слово восходит к берберскому корню зенета — обобщённому средневековому названию кочевых народов Западной Африки, от которых происходят современные санхаджи. Искусство хинете было перенято христианами и использовалось ими в борьбе с самими маврами в ходе Реконкисты.

## Хинеты — лёгкая кавалерия средневековой Испании
В ходе Реконкисты армии христианских государств Испании столкнулись на поле боя с войсками мусульман, в значительной степени состоящими из лёгкой конницы. С учётом этого, а также пересечённого характера местности на большей части Иберийского полуострова «классическая» рыцарская тактика: мощная лобовая конная атака латников в сплочённых боевых порядках, характерная для остальных западноевропейских стран той эпохи, в Испании была слабо применима. До середины XIV века, когда в Испанию в большом количестве прибыли английские и французские рыцари и принесли с собой опыт битв Столетней войны, испанское военное искусство делало упор на оборону/осаду крепостей и «малую войну» (засады и набеги) при уклонении от крупных полевых сражений. Жан Фруассар, выражая точку зрения ветеранов Столетней войны, писал об испанцах:

Это правда, что они хорошо выглядят, сидя на коне, отбросив шпоры для выгоды, и хорошо сражаются при первом натиске; но как только они метнут два или три дротика и ударят своими копьями, не приведя (при этом) врага в замешательство, они поднимают тревогу, разворачивают лошадей и спасаются бегством, как только могут. Эту игру они вели при Алжубарроте…

Такой способ ведения военных действий привёл к появлению нового рода войск — хинетов, лёгкие доспехи, низкое седло, короткие стремена и подвижные лошади которых позволяли им на равных сражаться с конницей мусульман. Вооружение хинета — два-три дротика и лёгкое копьё, тоже для метания. Такие дротики при умелом применении были страшным оружием: источник описывает, как при осаде Лиссабона дротик пробил пластинчатый доспех рыцаря, кольчугу, стёганку-гамбезон и вышел со спины. Первоначально хинеты обходились без лат, одними щитами-адаргами, к концу XIV века появились стёганки-акетоны, а в XV веке — защита конечностей и рыцарского типа накидки-табары поверх брони.
Тактикой хинетов было подскакать к врагу, метнуть дротики и ускакать до того, как он сможет ответить на удар. Также они прикрывали фланги и тылы армии и преследовали бегущего врага. При Транкозу и Алжубарроте кастильские хинеты обходили португальцев с флангов и заходили им в тыл. При Нахере они стояли на флангах армии Генриха (Энрике) II, вероятно, с подобной же задачей, но не выдержали обстрела английских лучников и обратились в бегство.
Христианские правители часто использовали и собственно мусульманскую наёмную лёгкую конницу, в отношении которой также использовался термин «хинете». Так, в августе 1356 г. Педро IV Арагонский отправил Иоанну Доброму отряд конных гранадских наёмников. Согласно Фруассару, примерно половину армии Педро Жестокого в битве при Монтьеле составляла лёгкая конница мавров. Арагонские короли для войн с Кастилией также нанимали гранадцев и североафиканских воинов. В конце XIV века кастильская армия включала постоянный контингент из 1—1,5 тыс. хинетов, при этом в крупных сражениях число хинетов могло достигать 2 тыс. (Алжубаротта) и даже 4 тыс. (Нахера) при общей численности кавалерии в полевой армии примерно в 6—10 тыс. человек.

## Значение для последующих эпох
Испанская колонизация Америки привела к распространению искусства верховой езды в Новом Свете, ставшего почти образом жизни для ряда социальных и субэтнических групп: гаучо (Аргентина), уасо (гуасо) (Чили), вакеро и чарро (Мексика), а также ковбоев (США и Канада). Искусство хинете легло в основу родео.